# Heinrich von Mühler

Heinrich von Mühler

Heinrich Mühler, ab 1833 von Mühler (* 4. November 1813 in Brieg, Provinz Schlesien; † 2. April 1874 in Potsdam) war ein deutscher Jurist und Politiker. Er war Mitglied des Evangelischen Oberkirchenrats und von 1862 bis 1872 preußischer Kultusminister.

## Herkunft
Mühler entstammte einer schlesischen Familie, deren Stammreihe mit dem gräflich hochbergischen Hospitalverwalter im oberschlesischen Pleß Heinrich Mühler (um 1677–1751), beginnt.
Er war der Sohn des vormaligen preußischen Justizministers Heinrich Gottlob von Mühler (1780–1857) und der Ulrike Hoffmann. Dieser wurde mit seinen Geschwistern am 22. Dezember 1833 in Berlin in den preußischen Adelsstand erhoben.

## Leben
Mühler ging in Halberstadt und Breslau zur Schule, studierte ab 1830 in Berlin die Rechte; Promotion 1835; irgendwann um diese Zeit entstanden auch spöttisch-ironische Gedichte die später dann auch als Trinklieder mit Melodie unterlegt waren, sowie sentimental-rührselig-vaterländische Lyrik. Während seines Studiums wurde er 1830 Mitglied der Burschenschaft Raczeks Breslau.
Vom preußischen Kultusminister Friedrich Eichhorn 1840 als Mitarbeiter in das Ministerium berufen, stieg Mühler 1842 zum Regierungsrat und 1846 zum Vortragenden Rat auf. Er entwickelte eine neue Schulordnung (Gesetz 1845) und war ab 1845 einer der maßgeblichen Akteure beim Versuch einer Reform der Kirchenordnung für die Evangelische Landeskirche in Preußen. 1850 wurde er Mitarbeiter im neu gegründeten Evangelischen Oberkirchenrat. Dort vertrat er gemeinsam mit Friedrich Julius Stahl die Interessen des konfessionellen Luthertums innerhalb der Union. Im Zuge der Regierungsumbildung während des Preußischen Verfassungskonflikts wurde er am 18. März 1862 Minister der geistlichen, Unterrichts- und Medicinalangelegenheiten (= Kultusminister) in der konservativen Regierung unter Adolf zu Hohenlohe-Ingelfingen. Nach dem Tod des Präsidenten Rudolf von Uechtritz übernahm er zwischen August 1863 und Januar 1865 zusätzlich kommissarisch die Leitung des Evangelischen Oberkirchenrats.
Mühlers Ernennung war von Anfang an umstritten. Obgleich er seit langen Jahren an herausgehobener Stelle im Kultusministerium gearbeitet hatte, waren einer breiten Öffentlichkeit kaum mehr als seine Gedichte bekannt. Seine Ministerschaft war aber recht bald in der Kritik wegen der ihm vorgeworfenen Verhinderung notwendiger Reformen und allzu knapper Haushaltsführung, besonders auch was die Entlohnung der Lehrer und der betreffenden Pensionskassen anbetraf. Dazu kam, dass er Otto von Bismarcks zeitweiliges Bündnis mit den Liberalen nach 1866 nicht unterstützte und sich im aufziehenden Kulturkampf gegen ihn stellte. Während seiner Amtszeit wurde er mehrfach zum Rücktritt aufgefordert, hatte selbst auch bereits erfolglos 1870 um Entlassung gebeten, die ihm dann auf sein erneutes Ersuchen am 12. Januar 1872 gewährt wurde.
Von 1867 bis 1871 gehörte Mühler dem Reichstag des Norddeutschen Bundes als Abgeordneter des Wahlkreises Oppeln 2 (Oppeln). Im Parlament schloss er sich keiner Fraktion an und blieb ein unabhängiger Konservativer.

## Familie
Er heiratete 1841 in Berlin Adelheid Malwine Fanny von Goßler (* 28. Januar 1821 in Berlin; † 5. Oktober 1901 in Potsdam), eine Tochter des westfälischen Generalstaatsanwalts Conrad Christian von Goßler (1769–1842) und der Henriette Charlotte von Rumohr (1786–1845). Das Paar hatte drei Töchter:
- Georgine Johanne Christine (1841–1909)
- Charlotte (1847–1925) ⚭ Heinrich Friedrich von Schwerin-Putzar (1836–1888), General-Landschaftsdirektor von Pommern
- Elisabeth (1849–1903)